# Alcalde (Ecuador)
El Alcalde Cantonal es el cargo político que se encarga del gobierno en los cantones y ciudades que conforman el Ecuador. Los cantones, 221 distribuidos en las 24 provincias del país, son la segunda subdivisión del Ecuador. Estos son elegido por votación popular y lideran los llamados gobiernos autónomos descentralizados cantonales que actúan de forma independiente al gobierno central. Todas están bajo el mando de un alcalde.
Desde el inicio de la república, los cantones fueron administrados por un Concejo Municipal, siendo su titular el presidente del Concejo Cantonal, designado de entre los concejales para ejercer la representación del organismo.
A partir de la Constitución de 1945, se creó el cargo de Alcalde Municipal como el ejecutivo cantonal electo por voto popular, adquiriendo mayores competencias y poderes, siendo este cargo exclusivo para los cantones que cumplían con ciertos requisitos constitucionales: el número de habitantes de los cantones y su presupuesto asignado, manteniéndose la función de Presidente del Concejo Cantonal para el resto de cantones, en 1947 se crearon alcaldías para todas las capitales provinciales. Originalmente, los alcaldes tuvieron períodos de 2 años, a partir de 1959 por un período de 3 años y desde 1970 hasta la fecha períodos de 4 años.
Entre 1963 y 1966, la Junta Militar de Gobierno designó los Concejos Municipales por Decreto Supremo, dándoles la facultad a los concejales de elegir entre ellos al Presidente del Concejo Cantonal, quienes mantuvieron los mismos poderes y funciones de los alcaldes en las capitales provinciales. En 1966, la Junta Militar promulgó una nueva ley de régimen municipal que permitió a todos los concejos municipales del país designar a un Alcalde y crear la Alcaldía Municipal del cantón o designar al Presidente del Concejo para que ejerza la Alcaldía de forma simultánea, haciendo uso de estas nuevas funciones algunos cantones del país, pero esta facultad fue retirada en 1970 bajo la dictadura de Velasco Ibarra y por las reformas a la ley del régimen municipal de 1971.
Entre 1970 y 1978, los alcaldes fueron nuevamente designados por Decretos Supremos durante las dictaduras de José María Velasco Ibarra (1970-1972), Guillermo Rodríguez Lara (1972-1976) y del Consejo Supremo de Gobierno (1976-1979), sin tener períodos fijos.
A partir de 1996, tras cambios constitucionales realizados por el Congreso Nacional, todos los cantones del país cuentan con un alcalde electo en votación popular.
El alcalde a su vez dirige en concejo cantonal con voto dirimente, y en su ausencia temporal o definitiva será reemplazado por la persona que ejerza la vicealcaldia, elegida por el concejo cantonal de entre sus miembros. Con anterioridad el cargo de vicealcalde tenía el nombre de Vicepresidente del Concejo Cantonal.
Existen a su vez, los alcaldes y concejos metropolitanos, encargados de la gestión gubernamental de un distrito metropolitano, teniendo mayores competencias que un alcalde cantonal, actualmente el único existente es el Distrito Metropolitano de Quito.

## Competencias
Según la Constitución de 2008, el alcalde y los gobiernos cantonales tiene a su cargo:
1. Planificar el desarrollo cantonal y formular los correspondientes planes de ordenamiento territorial, de manera articulada con la planificación nacional, regional, provincial y parroquial, con el fin de regular el uso y la ocupación del suelo urbano y rural.
2. Ejercer el control sobre el uso y ocupación del suelo en el cantón.
3. Planificar, construir y mantener la vialidad urbana.
4. Prestar los servicios públicos de agua potable, alcantarillado, depuración de aguas residuales, manejo de desechos sólidos, actividades de saneamiento ambiental y aquellos que establezca la ley.
5. Crear, modificar o suprimir mediante ordenanzas, tasas y contribuciones especiales de mejoras.
6. Planificar, regular y controlar el tránsito y el transporte público dentro de su territorio cantonal.
7. Planificar, construir y mantener la infraestructura física y los equipamientos de salud y educación, así como los espacios públicos destinados al desarrollo social, cultural y deportivo, de acuerdo con la ley.
8. Preservar, mantener y difundir el patrimonio arquitectónico, cultural y natural del cantón y construir los espacios públicos para estos fines.
9. Formar y administrar los catastros inmobiliarios urbanos y rurales.
10. Delimitar, regular, autorizar y controlar el uso de las playas de mar, riberas y lechos de ríos, lagos y lagunas, sin perjuicio de las limitaciones que establezca la ley.
11. Preservar y garantizar el acceso efectivo de las personas al uso de las playas de mar, riberas de ríos, lagos y lagunas.
12. Regular, autorizar y controlar la explotación de materiales áridos y pétreos, que se encuentren en los lechos de los ríos, lagos, playas de mar y canteras.
13. Gestionar los servicios de prevención, protección, socorro y extinción de incendios.
14. Gestionar la cooperación internacional para el cumplimiento de sus competencias. En el ámbito de sus competencias y territorio, y en uso de sus facultades, expedirán ordenanzas cantonales.
15. Los gobiernos de los distritos metropolitanos autónomos ejercerán las competencias que corresponden a los gobiernos cantonales y todas las que sean aplicables de los gobiernos provinciales y regionales, sin perjuicio de las adicionales que determine la ley que regule el sistema nacional de competencias. En el ámbito de sus competencias y territorio, y en uso de sus facultades, expedirán ordenanzas distritales.[7]

## Lista de alcaldes en funciones de los cantones del país
| Alcalde/Alcaldesa                  | Cantón                          | Provincia                      | Predecesor | Partido              |
| ---------------------------------- | ------------------------------- | ------------------------------ | ---------- | -------------------- |
| Cristian Zamora Matute             | Cuenca                          | Azuay                          | Lista      | ID                   |
| Marco Tapia Jara                   | Gualaceo                        | Azuay                          | Lista      | Igualdad - Participa |
| Raúl Delgado                       | Paute                           | Azuay                          | Lista      | Igualdad - Participa |
| Cristian Ochoa Carchi              | Girón                           | Azuay                          | Lista      | Igualdad - Participa |
| Patricio Maldonado                 | Nabón                           | Azuay                          | Lista      | CREO                 |
| Adrián Berrezueta Barreto          | Pucará                          | Azuay                          | Lista      | PSE                  |
| María Aurelia Sarmiento Gavilanes  | San Fernando                    | Azuay                          | Lista      | TU                   |
| Anabel Lalvay Segovia              | Santa Isabel                    | Azuay                          | Lista      | Pachakutik           |
| David Duchitanga                   | Sigsig                          | Azuay                          | Lista      | UP                   |
| Eddy Erraez Donaula                | Oña                             | Azuay                          | Lista      | CREO                 |
| Deifilio Arévalo                   | Chordeleg                       | Azuay                          | Lista      | SUMA                 |
| Wilson Ramírez Rivas               | El Pan                          | Azuay                          | Lista      | RC                   |
| Byron Rubio Heras                  | Sevilla de Oro                  | Azuay                          | Lista      | ID                   |
| Paulo Cantos Cañizares             | Guachapala                      | Azuay                          | Lista      | RC                   |
| José Sánchez Reyes                 | Camilo Ponce Enríquez           | Azuay                          | Lista      | MDS                  |
| Inti Yumbay Taris                  | Guaranda                        | Bolívar                        | Lista      | MAS                  |
| Mirian Galarza Yépez               | Chillanes                       | Bolívar                        | Lista      | SUMA - PSC           |
| José Luis Arteaga León             | Chimbo                          | Bolívar                        | Lista      | MINGA                |
| Marco Viscarra Vega                | Echeandía                       | Bolívar                        | Lista      | Avanza - PSC         |
| Vinicio Coloma Romero              | San Miguel (Bolívar)            | Bolívar                        | Lista      | SUMA - PSC           |
| Jherson Narváez Moya               | Caluma                          | Bolívar                        | Lista      | Pachakutik           |
| María Angélica Aldáz Pacheco       | Las Naves                       | Bolívar                        | Lista      | Pachakutik           |
| Javier Serrano Cayamcela           | Azogues                         | Cañar                          | Lista      | RC - PSE             |
| Amelia Idrovo Martínez             | Biblián                         | Cañar                          | Lista      | Pachakutik           |
| Segundo Yugsi Tenelema             | Cañar                           | Cañar                          | Lista      | Pachakutik           |
| Miriam Castro Crespo               | La Troncal                      | Cañar                          | Lista      | RC - PSE             |
| Alonso René Castillo Ortiz         | El Tambo                        | Cañar                          | Lista      | ID                   |
| Hendri Tito Uruchima               | Déleg                           | Cañar                          | Lista      | RC - PSE             |
| Luis Pomaquiza Castro              | Suscal                          | Cañar                          | Lista      | MAK                  |
| Andrés Ruano Paredes               | Tulcán                          | Carchi                         | Lista      | RETO                 |
| Livardo Benalcázar                 | Bolívar                         | Carchi                         | Lista      | MSCC                 |
| Arnaldo Cuaces                     | Espejo                          | Carchi                         | Lista      | CREO                 |
| Fausto Ruiz Quinteros              | Mira                            | Carchi                         | Lista      | MSCC                 |
| Raúl Lucero Benalcazar             | Montúfar                        | Carchi                         | Lista      | MSCC                 |
| Jairo Huera Aldás                  | San Pedro de Huaca              | Carchi                         | Lista      | MDS                  |
| John Vinueza Salinas               | Riobamba                        | Chimborazo                     | Lista      | CD - RETO            |
| Frantz Joseph Narváez              | Chunchi                         | Chimborazo                     | Lista      | Cambio               |
| Remigio Roldán Cuzco               | Alausí                          | Chimborazo                     | Lista      | Cambio               |
| Julio Guaminga Anilema             | Colta                           | Chimborazo                     | Lista      | MINGA                |
| Luis Escobar Garcés                | Chambo                          | Chimborazo                     | Lista      | Cambio               |
| Miguel Marcatoma Lema              | Guamote                         | Chimborazo                     | Lista      | RC - AMIGO           |
| Oswaldo Estrada Avilés             | Guano                           | Chimborazo                     | Lista      | MINGA                |
| David León González                | Pallatanga                      | Chimborazo                     | Lista      | CREO                 |
| Fabián Aldaz Viscaino              | Penipe                          | Chimborazo                     | Lista      | Pachakutik           |
| Oswaldo Bonifaz Vicuña             | Cumandá                         | Chimborazo                     | Lista      | RC - AMIGO           |
| Fabricio Tinajero Jiménez          | Latacunga                       | Cotopaxi                       | Lista      | UP                   |
| Hipotilo Carrera Benites           | La Maná                         | Cotopaxi                       | Lista      | CREO                 |
| Wilson Correa Ocaña                | Pangua                          | Cotopaxi                       | Lista      | PSC                  |
| José Arroyo Cabrera                | Pujilí                          | Cotopaxi                       | Lista      | RC - ID - PSE        |
| Juan Pacheco Velásquez             | Salcedo                         | Cotopaxi                       | Lista      | SUMA                 |
| Javier Velásquez                   | Saquisilí                       | Cotopaxi                       | Lista      | CD                   |
| Oscar Monge Tipan                  | Sigchos                         | Cotopaxi                       | Lista      | SUMA                 |
| Darío Macas                        | Machala                         | El Oro                         | Lista      | PLAN - RC            |
| Jovanny Coronel Castillo           | Pasaje                          | El Oro                         | Lista      | SUR                  |
| Teresa Solís Culcay                | Arenillas                       | El Oro                         | Lista      | SUR                  |
| Exar Valeriano Quezada Pérez       | Atahualpa                       | El Oro                         | Lista      | SIII                 |
| Johanna Aguilar Apolo              | Balsas                          | El Oro                         | Lista      | SIII                 |
| Víctor Nagua Nagua                 | Chilla                          | El Oro                         | Lista      | SUR                  |
| Hitler Álvarez Bejarano            | El Guabo                        | El Oro                         | Lista      | SUR                  |
| Florencio Farez Reinoso            | Huaquillas                      | El Oro                         | Lista      | PSC                  |
| Jimmy Castillo Abad                | Las Lajas                       | El Oro                         | Lista      | RC                   |
| Jonny Cueva Ramírez                | Marcabelí                       | El Oro                         | Lista      | CD                   |
| Teresa Feijoo Jaramillo            | Piñas                           | El Oro                         | Lista      | SIII                 |
| Jorge Maldonado Sánchez            | Portovelo                       | El Oro                         | Lista      | CREO                 |
| Larry Vite Cevallos                | Santa Rosa                      | El Oro                         | Lista      | SUR                  |
| Carlos Aguilar Peñaloza            | Zaruma                          | El Oro                         | Lista      | SUR                  |
| Vicko Villacís Tenorio             | Esmeraldas                      | Esmeraldas                     | Lista      | RC - AMIGO           |
| Willians Mendoza Vidal             | Atacames                        | Esmeraldas                     | Lista      | PSC                  |
| Ali Corozo Mosquera                | Eloy Alfaro                     | Esmeraldas                     | Lista      | PSC                  |
| Yuri Colorado Márquez              | Muisne                          | Esmeraldas                     | Lista      | PSC                  |
| Ronal Moreno Anagonó               | Quinindé                        | Esmeraldas                     | Lista      | RC - AMIGO           |
| Adis Solís Rodríguez               | San Lorenzo                     | Esmeraldas                     | Lista      | RC - AMIGO           |
| Joffre Quintero Bolaños            | Rioverde                        | Esmeraldas                     | Lista      | RC - AMIGO           |
| Rolando Caiza Castillo             | San Cristóbal                   | Galápagos                      | Lista      | PSC                  |
| Alfredo Morocho Caraguay           | Isabela                         | Galápagos                      | Lista      | MIP                  |
| Fanny Uribe López                  | Santa Cruz                      | Galápagos                      | Lista      | PSP                  |
| Aquiles Álvarez Henriques          | Guayaquil                       | Guayas                         | Lista      | RC                   |
| Luis Chonillo Breilh               | Durán                           | Guayas                         | Lista      | MC                   |
| Pedro Solines Chacón               | Milagro                         | Guayas                         | Lista      | RC                   |
| Wilson Cañizares Villamar          | Daule                           | Guayas                         | Lista      | PSC - MCMG           |
| Juan José Yúnez                    | Samborondón                     | Guayas                         | Lista      | PSC - MCMG           |
| Ángela Herrera Méndez              | Alfredo Baquerizo Moreno        | Guayas                         | Lista      | PID - AMIGO          |
| Sandy Gómez Quezada                | Balao                           | Guayas                         | Lista      | RC                   |
| Galo Meza Tovar                    | Balzar                          | Guayas                         | Lista      | PSP                  |
| Álex Quinto Castro                 | Colimes                         | Guayas                         | Lista      | PSC - MCMG           |
| Rodolfo Cantos                     | El Empalme                      | Guayas                         | Lista      | PSC - MCMG           |
| Mabel Tenezaca López               | El Triunfo                      | Guayas                         | Lista      | RC                   |
| Juan Carlos Rivera Gutiérrez       | Naranjal                        | Guayas                         | Lista      | CREO                 |
| Cristian Suárez Peñafiel           | Naranjito                       | Guayas                         | Lista      | Pachakutik           |
| Luis Suárez Bedor                  | Palestina                       | Guayas                         | Lista      | RC                   |
| Nery Jaramillo Toapanta            | Pedro Carbo                     | Guayas                         | Lista      | RC                   |
| Ubaldo Urquizo Mora                | Santa Lucía                     | Guayas                         | Lista      | PSC - MCMG           |
| Milton Moreno Pérez                | Salitre                         | Guayas                         | Lista      | PSC - MCMG           |
| Viviana Olivares Coll              | Yaguachi                        | Guayas                         | Lista      | RC                   |
| Gabriel Balladares Espinoza        | Playas                          | Guayas                         | Lista      | Pachakutik           |
| María Fernanda Vargas Córdova      | Simón Bolívar                   | Guayas                         | Lista      | RC                   |
| Pedro Orellana                     | Coronel Marcelino Maridueña     | Guayas                         | Lista      | PSC - MCMG           |
| Marvin Salas Cercado               | Nobol                           | Guayas                         | Lista      | RC                   |
| Isidro Morán Espinoza              | Lomas de Sargentillo            | Guayas                         | Lista      | CREO                 |
| Mauricio Rosado Mendoza            | General Antonio Elizalde        | Guayas                         | Lista      | RC                   |
| Luis Vargas Matamoros              | Isidro Ayora                    | Guayas                         | Lista      | PID - AMIGO          |
| Álvaro Castillo Aguirre            | Ibarra                          | Imbabura                       | Lista      | Avanza               |
| Anabel Hermosa Acosta              | Otavalo                         | Imbabura                       | Lista      | RC                   |
| César Escobar Vallejos             | Antonio Ante                    | Imbabura                       | Lista      | Avanza               |
| Jomar Cevallos Moreno              | Cotacachi                       | Imbabura                       | Lista      | Avanza               |
| Oscar Narváez Rosales              | Pimampiro                       | Imbabura                       | Lista      | PSE                  |
| Jorge Manrique Alomia              | San Miguel de Urcuquí           | Imbabura                       | Lista      | RC                   |
| Diana Carolina Guayanay Llanes     | Loja                            | Loja                           | Lista      | SER                  |
| Jorge Montero Rodríguez            | Calvas                          | Loja                           | Lista      | PSC - CFP            |
| Janet Guerrero Luzuriaga           | Catamayo                        | Loja                           | Lista      | SUMA - CREO          |
| Julio Gustavo Bustamante Jaramillo | Celica                          | Loja                           | Lista      | CD                   |
| Víctor Largo Machuca               | Chaguarpamba                    | Loja                           | Lista      | SUMA                 |
| Antonio García Ontaneda            | Espíndola                       | Loja                           | Lista      | RC                   |
| Paulo Herrera Rojas                | Gonzanamá                       | Loja                           | Lista      | SUMA - CREO          |
| Francisco Azuero Astudillo         | Macará                          | Loja                           | Lista      | ARE                  |
| Darwin Díaz Moreno                 | Paltas                          | Loja                           | Lista      | PSC                  |
| Ignacio Vidal Jara                 | Puyango                         | Loja                           | Lista      | CD                   |
| Abel Sarango Quizhpe               | Saraguro                        | Loja                           | Lista      | UP - Pachakutik      |
| Orli Flores Guerrero               | Sozoranga                       | Loja                           | Lista      | ARE                  |
| Burner Moncayo García              | Zapotillo                       | Loja                           | Lista      | SUMA                 |
| Julio Vismar Guerrero Vera         | Pindal                          | Loja                           | Lista      | UP - Pachakutik      |
| Juan Carlos Santin Calva           | Quilanga                        | Loja                           | Lista      | MPQ                  |
| Jonathan Carrion Guarderas         | Olmedo (Loja)                   | Loja                           | Lista      | ID                   |
| Gustavo Barquet Marún              | Babahoyo                        | Los Ríos                       | Lista      | RC - RETO            |
| Alexis Matute Matute               | Quevedo                         | Los Ríos                       | Lista      | RC - RETO            |
| Amada Zambrano Rodríguez           | Urdaneta                        | Los Ríos                       | Lista      | PSC                  |
| Jael Melo Olvera                   | Baba                            | Los Ríos                       | Lista      | CD                   |
| Eduardo Troncoso Rosas             | Montalvo                        | Los Ríos                       | Lista      | Avanza               |
| Elsy Ospina Garcés                 | Puebloviejo                     | Los Ríos                       | Lista      | RC - RETO            |
| Carlos Carriel Abad                | Ventanas                        | Los Ríos                       | Lista      | RC - RETO            |
| Juan Montalvan Cerezo              | Vinces                          | Los Ríos                       | Lista      | CD                   |
| Jordy Carriel Navarrete            | Palenque                        | Los Ríos                       | Lista      | RC - RETO            |
| Diana Archundia Yépez              | Buena Fe                        | Los Ríos                       | Lista      | RC - RETO            |
| Daniel Macías López                | Valencia                        | Los Ríos                       | Lista      | RC - RETO            |
| Yenny Domínguez Saltos             | Mocache                         | Los Ríos                       | Lista      | RC - RETO            |
| Cristhian Aldáz González           | Quinsaloma                      | Los Ríos                       | Lista      | PSC                  |
| Javier Pincay Salvatierra          | Portoviejo                      | Manabí                         | Lista      | Avanza - MACHETE     |
| Ledy Laura Muñoz Peñarrieta        | Bolívar (Manabí)                | Manabí                         | Lista      | PSC - Caminantes     |
| Leonardo Rodríguez                 | Chone                           | Manabí                         | Lista      | PSC - Caminantes     |
| Marciana Valdivieso Zamora         | Manta                           | Manabí                         | Lista      | Nueva Ciudad         |
| Mayra Cruz García                  | El Carmen                       | Manabí                         | Lista      | CREO - MC25          |
| Humberto Barreiro Alcívar          | Flavio Alfaro                   | Manabí                         | Lista      | CREO - MC25          |
| Ángela Plúa Santillán              | Jipijapa                        | Manabí                         | Lista      | Pachakutik           |
| José Intriago Ganchozo             | Junín                           | Manabí                         | Lista      | RC - Sí Podemos      |
| Jonathan Toro Largacha             | Montecristi                     | Manabí                         | Lista      | RC - Sí Podemos      |
| Karen Marcillo Vera                | Paján                           | Manabí                         | Lista      | RC - Sí Podemos      |
| Leodan Intriago Sánchez            | Pichincha                       | Manabí                         | Lista      | RC - Sí Podemos      |
| Norberto Vélez Bazurto             | Rocafuerte                      | Manabí                         | Lista      | PSC - Caminantes     |
| Gregorio Macías Ruperti            | Santa Ana                       | Manabí                         | Lista      | PSC - Caminantes     |
| Carlos Mendoza Rodríguez           | Sucre                           | Manabí                         | Lista      | PSC - Caminantes     |
| Romel Cedeño Rodríguez             | Tosagua                         | Manabí                         | Lista      | RC - Sí Podemos      |
| Ramón Cedeño Barberán              | 24 de Mayo                      | Manabí                         | Lista      | PSC - Caminantes     |
| Manuel Panezo Rojas                | Pedernales                      | Manabí                         | Lista      | RC - Sí Podemos      |
| Lourdes Guerrero Giler             | Olmedo (Manabí)                 | Manabí                         | Lista      | PSC - Caminantes     |
| Verónica Lucas Marcillo            | Puerto López                    | Manabí                         | Lista      | RC - Sí Podemos      |
| Álex Cevallos Medina               | Jama                            | Manabí                         | Lista      | PSC - Caminantes     |
| Simetrio Calderón Álava            | Jaramijó                        | Manabí                         | Lista      | RC - Sí Podemos      |
| Roberto Fabricio Lara Loor         | San Vicente                     | Manabí                         | Lista      | RC - Sí Podemos      |
| Francisco Andramuño Rodríguez      | Morona                          | Morona Santiago                | Lista      | Pachakutik           |
| Francis Pavón                      | Gualaquiza                      | Morona Santiago                | Lista      | Pachakutik           |
| Antonio Castillo Orellana          | Limón Indanza                   | Morona Santiago                | Lista      | ID                   |
| Estalin Tzamarenda Naychapi        | Palora                          | Morona Santiago                | Lista      | Pachakutik           |
| Fredy Cabrera Riera                | Santiago de Méndez              | Morona Santiago                | Lista      | PSP - CREO           |
| Sebastián Rodríguez Pacheco        | Sucúa                           | Morona Santiago                | Lista      | PSP - CREO           |
| Miguel Zambrano                    | Huamboya                        | Morona Santiago                | Lista      | PSP - CREO           |
| Marcela Maldonado Vera             | San Juan Bosco                  | Morona Santiago                | Lista      | RC - SUMA            |
| Hugo Molina Parra                  | Taisha                          | Morona Santiago                | Lista      | RC - SUMA            |
| Melina Barahona                    | Logroño                         | Morona Santiago                | Lista      | Pachakutik           |
| Yajaira Ramón Rodas                | Pablo Sexto                     | Morona Santiago                | Lista      | PSP - CREO           |
| Kleber Antich Chumbia              | Tiwintza                        | Morona Santiago                | Lista      | Pachakutik           |
| Fabricio Narváez                   | Sevilla Don Bosco               | Morona Santiago                | Lista      | PID - ID - Construye |
| Jimmy Reyes Mariño                 | Tena                            | Napo                           | Lista      | Pachakutik           |
| Amada Grefa                        | Archidona                       | Napo                           | Lista      | PSP                  |
| Oscar de la Cruz Cahuatijo         | El Chaco                        | Napo                           | Lista      | UP                   |
| Edison Cueva                       | Quijos                          | Napo                           | Lista      | PSP                  |
| Ligia Caiza                        | Carlos Julio Arosemena Tola     | Napo                           | Lista      | PSP                  |
| Shirma Cortés                      | Orellana                        | Orellana                       | Lista      | PSE                  |
| Juan Carlos Orellana               | Aguarico                        | Orellana                       | Lista      | Pachakutik - CREO    |
| Lizeth Hinojosa Rojas              | La Joya de los Sachas           | Orellana                       | Lista      | UP - PSP             |
| Kleber Olalla Torres               | Loreto                          | Orellana                       | Lista      | RETO                 |
| Germán Flores Meza                 | Pastaza                         | Pastaza                        | Lista      | Pachakutik           |
| Gustavo Silva Vilcacundo           | Mera                            | Pastaza                        | Lista      | MCP - MIPC           |
| César Castro Wilcapi               | Santa Clara                     | Pastaza                        | Lista      | MIPC                 |
| Darwin Tanguila Andy               | Arajuno                         | Pastaza                        | Lista      | Pachakutik           |
| Pabel Muñoz                        | Distrito Metropolitano de Quito | Pichincha                      | Lista      | RC                   |
| Alberto Masapanta Cobacango        | Cayambe                         | Pichincha                      | Lista      | UP                   |
| Wilson Rodríguez Vergara           | Mejía                           | Pichincha                      | Lista      | MFM                  |
| Verónica Sánchez Cárdenas          | Pedro Moncayo                   | Pichincha                      | Lista      | SUMA - Pachakutik    |
| Fabián Iza Marcillo                | Rumiñahui                       | Pichincha                      | Lista      | Todos                |
| Luis Suqui Morocho                 | San Miguel de Los Bancos        | Pichincha                      | Lista      | Avanza               |
| Roberth Arrobo Arrobo              | Pedro Vicente Maldonado         | Pichincha                      | Lista      | ID                   |
| Víctor Mieles Paladines            | Puerto Quito                    | Pichincha                      | Lista      | PSE                  |
| María del Carmen Aquino Merchán    | Santa Elena                     | Santa Elena                    | Lista      | RC - RETO - MPCG     |
| Dennis Córdova Secaira             | Salinas                         | Santa Elena                    | Lista      | SUMA                 |
| Francisco Tamariz Guerrero         | La Libertad                     | Santa Elena                    | Lista      | CD                   |
| Wilson Erazo                       | Santo Domingo de los Colorados  | Santo Domingo de los Tsáchilas | Lista      | RC - Construir       |
| Sandra Ocampo Heras                | La Concordia                    | Santo Domingo de los Tsáchilas | Lista      | RC - Construir       |
| Abraham Freire Paz                 | Lago Agrio                      | Sucumbíos                      | Lista      | MAC                  |
| Darwin Azes Llumitaxi              | Gonzalo Pizarro                 | Sucumbíos                      | Lista      | ID                   |
| Armando Rea Gualoto                | Putumayo                        | Sucumbíos                      | Lista      | PSP - CREO           |
| Lorena Cajas Rodas                 | Shushufindi                     | Sucumbíos                      | Lista      | PSP                  |
| Ernesto Buitrón Montenegro         | Sucumbíos                       | Sucumbíos                      | Lista      | RC                   |
| Wilson Sanmartin Sanmartin         | Cascales                        | Sucumbíos                      | Lista      | Pachakutik           |
| Nelson Yaguachi                    | Cuyabeno                        | Sucumbíos                      | Lista      | PSP                  |
| Diana Caiza Telenchana             | Ambato                          | Tungurahua                     | Lista      | Pachakutik           |
| Marlon Guevara Silva               | Baños                           | Tungurahua                     | Lista      | CD                   |
| Carlos Soria Ramírez               | Cevallos                        | Tungurahua                     | Lista      | CREO - SUMA - MC25   |
| Danilo Ortiz                       | Mocha                           | Tungurahua                     | Lista      | CD                   |
| Hernan Medina Castro               | Patate                          | Tungurahua                     | Lista      | CD                   |
| Pablo Velasco Garcés               | Quero                           | Tungurahua                     | Lista      | PSP                  |
| Gabriel Zúñiga Silva               | Pelileo                         | Tungurahua                     | Lista      | Avanza               |
| Israel Chicaiza Toapanta           | Píllaro                         | Tungurahua                     | Lista      | MCAT                 |
| Milton Ramírez Naranjo             | Tisaleo                         | Tungurahua                     | Lista      | CD                   |
| Víctor González Salinas            | Zamora                          | Zamora Chinchipe               | Lista      | PSP - CREO           |
| Henrry Ordóñez Jaramillo           | Chinchipe                       | Zamora Chinchipe               | Lista      | Pachakutik - UP      |
| Francisco Cordero Carrión          | Nangaritza                      | Zamora Chinchipe               | Lista      | Pachakutik - UP      |
| Luis Seas Quezada                  | Yacuambi                        | Zamora Chinchipe               | Lista      | CD - PSE             |
| María Lalangui Cabrera             | Yantzaza                        | Zamora Chinchipe               | Lista      | RETO                 |
| Jairo Herrera González             | El Pangui                       | Zamora Chinchipe               | Lista      | RETO                 |
| Segundo Sarango Masache            | Centinela del Cóndor            | Zamora Chinchipe               | Lista      | Pachakutik           |
| Segundo Jaramillo Quezada          | Palanda                         | Zamora Chinchipe               | Lista      | Pachakutik - UP      |
| Paul Rodríguez Narváez             | Paquisha                        | Zamora Chinchipe               | Lista      | CD - PSE             |